# Liste der Bodendenkmäler in Hückeswagen
Die Liste der Bodendenkmäler in Hückeswagen enthält die denkmalgeschützten unterirdischen baulichen Anlagen, Reste oberirdischer baulicher Anlagen, Zeugnisse tierischen und pflanzlichen Lebens und paläontologischen Reste auf dem Gebiet der Stadt Hückeswagen im Oberbergischen Kreis in Nordrhein-Westfalen (Stand: September 2020). Diese Bodendenkmäler sind in Teil B der Denkmalliste der Stadt Hückeswagen eingetragen; Grundlage für die Aufnahme ist das Denkmalschutzgesetz Nordrhein-Westfalen (DSchG NRW).
| Bild                   | Bezeichnung                              | Lage                                                                           | Beschreibung | Bauzeit                       | Eingetragen seit | Denkmal- nummer |
| ---------------------- | ---------------------------------------- | ------------------------------------------------------------------------------ | --- | ----------------------------- | ---------------- | --------------- |
| weitere Bilder         | Ringwallanlage                           | bei Oberburghof Karte                                                          | |                               |                  | 200             |
| weitere Bilder         | Abschnittswall                           | Bilstein Karte                                                                 | | 9. - 11. Jh.                  |                  | 201             |
| Motte                  | Motte                                    | bei Dierl Südrand v. Hückeswagen - Weg südl. Dierl 50 m nördl. zur B 229 Karte | rechteckiger 20m x16 m, 2 m hoher Hügel, umgeben v. einem 10-15 m breiten Graben | hochmittelalterliches Bauwerk |                  | 202             |
| weitere Bilder         | Alte Landwehr                            | Neuhückeswagen Flur 6 + 7, verschiedene Flurstücke                             | Ca. 2 km langer Wall, der, aus dem Mittelalter stammend, die Abgrenzung eines Hoheitsbereiches markierte (Alte Landwehr). Zwei Teilstücke: a) Ca. 1.300 m langer Wall östlich von Marke im Bereich zwischen Röthlingsberg und Scheuerberg b) Westliches Teilstück südwestlich bzw. südöstlich von Kirschsiepen gelegenes Wallstück. Nördlich und südlich neben der Gemeindestraße unmittelbar hinter dem Steinbruch im leicht ansteigenden Hang alte Hohlwege. Diese zielen genau auf den heute durch den Steinbruch zerstörten alten Durchlass in der Landwehr. Hier stand in alter Zeit eine Sperre, ein sogenannter Schlagbaum. |                               | 07.04.1987       | 203             |
| weitere Bilder         | Burg Hückeswagen                         | Hückeswagen Auf'm Schloß 1 Karte                                               | | 12. Jh.                       |                  | 204             |
| weitere Bilder         | Alte Eisenstraße (Bergische Eisenstraße) | Goldenbergshammer Karte                                                        | |                               |                  | 205             |
| Hammerteich Obergraben | Hammerteich Obergraben                   | Goldenbergshammer Karte                                                        | |                               |                  | 206             |
|                        | Obergraben Mühlenberg                    | Mühlenberg                                                                     | |                               |                  | 207             |